# 吉岡麻耶
吉岡麻耶（日语：／ Yoshioka Maya，2月16日—）是日本的女性聲優，EARLY WING所屬。

## 人物
出身東京都，日本大學文學部畢業。

## 演出作品
※粗體字代表主要角色。

### 電視動畫
2007年
- Myself ; Yourself（女學生、壞小孩）
- 遊戲王GX（吉娜）

2008年
- 遊戲王5D's（クレア、カオル）

2009年
- 料理偶像（小孩子、エレナ、採茶姑娘、女孩子）
- U.H.O.フューチャーレスキュー2061（日语：U.H.O.フューチャーレスキュー2061）（クーニャ・トリスタン）

2012年
- 少女與戰車（近藤妙子[1]、安丘比、黑森峰女子學園的豹式戰車車長）

2013年
- 我要成為世界最強偶像（播報員）
- 魔鬼戀人（學生）

2014年
- 月刊少女野崎同學（客人）
- 普通女高中生要做當地偶像（三月唯[2]）

2016年
- 魔法使 光之美少女！（凱）

2017年
- 側車搭檔（天野有栖）

2018年
- 童話魔法使（李雪梅）

### 劇場版動畫
2015年
- 少女與戰車 劇場版（近藤妙子、安丘比）

2016年
- 魔法使 光之美少女！奇跡的變身！莫夫倫天使！（凱）

2017年
- 少女與戰車 最終章（第1話）（近藤妙子、安丘比）

2019年
- 少女與戰車 最終章（第2話）（近藤妙子、安丘比、四女）

2021年
- 少女與戰車 最終章（第3話）（近藤妙子、安丘比）

2023年
- 少女與戰車 最終章（第4話）（近藤妙子、安丘比）

2025年
- 少女與戰車 更加相親相愛作戰！（安丘比[3]）

### OVA
2014年
- 少女與戰車（近藤妙子、安丘比[4]）

2015年
- 普通女高中生要做當地偶像 聖誕特別篇（三月唯）

### 網路動畫
2024年
- GIRLS' FIST!!!! GT[5]

### 遊戲
2008年
- 奇奇的異想世界

2009年
- 斷罪的瑪麗亞（日语：断罪のマリア）（卡塔莉娜）
- 遊戲王5D's 雙重戰力4（日语：遊☆戯☆王ファイブディーズ タッグフォース4）（一般角色）

2010年
- 絕對迷宮格林童話 ～七把鑰匙與樂園少女～（日语：絶対迷宮グリム 〜七つの鍵と楽園の乙女〜）（魔女、白雪公主）
- 遊戲王5D's 雙重戰力5（日语：遊☆戯☆王ファイブディーズ タッグフォース5）（一般角色）

2011年
- 絕對迷宮格林童話 ～七把鑰匙與樂園少女～ 加長版（魔女、白雪公主）
- 遊戲王5D's 雙重戰力6（日语：遊☆戯☆王ファイブディーズ タッグフォース6）（一般角色）

2014年
- 少女與戰車（近藤妙子、安丘比）
- 幼獸姬（西爾芙）

2015年
- アイパラ! IDOL PARADISE（ミント・ローレル）
- 絶對迎擊戰爭（ティコ）
- 絶對迷宮 秘密のおやゆび姫（シャルロッテ）
- 魔壊神トリリオン（ケルベロス）
- リベリオン ブレイド（ユルル）

2016年
- 英國偵探Mysteria The Crown（日语：英国探偵ミステリア）
- 問答RPG 魔法使與黑貓維茲(卡多琳 G.U)
- 白貓Project
- 戰國姬譚MURAMASA-雅-
- 骰子街配對大戰（日语：街コロ）

2018年
- 天華百劍-斬（龜甲貞宗）

2019年
- 閃耀幻想曲（葉山照[6]）
- 閃亂神樂NEW LINK（牛丸）

## 外部連結
- 事務所公開簡歷 （页面存档备份，存于）（日語）
- 吉岡麻耶の「まや(＾・ｘ・＾)のあ」 （页面存档备份，存于）（吉岡麻耶的部落格）（日語）
- 吉岡麻耶的X（前Twitter）（日語）